# The Covenant
The Covenant (La alianza del mal en México y España, Pacto infernal en Colombia, Argentina, Uruguay y Paraguay) es una película estadounidense de terror sobrenatural de 2006 dirigida por Renny Harlin, escrita por J. S. Cardone y protagonizada por Steven Strait, Taylor Kitsch, Toby Hemingway, Chace Crawford, Sebastian Stan, Laura Ramsey y Jessica Lucas.
La película, a pesar de recibir críticas muy negativas, fue un éxito de taquilla moderado.

## Sinopsis
Los privilegios y la belleza abundan en la Academia Spencer, un internado de Nueva Inglaterra (Estados Unidos) destinado a la élite dominante de la región. Dirigida por Renny Harlin, La alianza del mal cuenta la historia de los Hijos de Ipswich, cuatro jóvenes estudiantes ligados por su ascendencia sagrada. Como descendientes de las primeras familias que se establecieron en la Colonia Ipswich (Massachusetts) en la década de 1600, estos cuatro chicos tienen poderes especiales innatos. Cuando, de pronto, un quinto descendiente se traslada a vivir a la ciudad y comienzan a revelarse ciertos secretos que amenazan con romper el pacto de silencio que ha protegido a sus familias durante años.

## Argumento
En la ciudad de Ipswich, cuatro chicos de colegios universitarios –Caleb, Pogue, Reid y Tyler, conocidos como Los hijos de Ipswich– son descendientes de familias brujas coloniales y ejercen habilidades mágicas que se manifiestan por primera vez en su decimotercer cumpleaños y se hacen más fuertes hasta que Ascienden a los 18. El Poder está vinculado a su fuerza de vida; cuanto más usan, más rápido envejecen. Esto se vuelve más peligroso ya que, al Ascender, sus poderes alcanzan toda su fuerza y se vuelven tan adictivos, seductores como dicen, que algunos no pueden resistir. Caleb, que está más cerca de cumplir 18 años, exhibe moderación.
Mientras asiste a un rave, Caleb conoce a Sarah, una estudiante transferida de un colegio comunitario en Boston. Los Hijos también conocen a Chase Collins, un nuevo estudiante de la Academia Spencer. Su reunión se interrumpe cuando los policías aparecen para acabar la fiesta. Los chicos escapan usando sus poderes. Después de que un estudiante es encontrado misteriosamente muerto cerca de su campus, ocurren varias situaciones paranormales, con Sarah y su compañera de habitación Kate siendo el centro de atención. Molesto, Caleb sospecha de Reid –el más imprudente de los brujos– pero este niega enojado cualquier uso abusivo de sus poderes.
Caleb y más tarde Pogue ven un "darkling", un espíritu muerto y un presagio malicioso. Mientras tanto, Caleb y Sarah se vuelven románticamente cercanos. Durante una carrera de natación, Caleb se da cuenta de que Chase, quien se hizo amigo del grupo, mostró uso de magia. Después de investigar, Caleb llega a la conclusión de que Chase desciende de una quinta familia, el hijo bastardo de Goodwin “Goody” Pope que se creía extinto hace mucho tiempo, y que él es el verdadero perpetrador. Mientras los Hijos discuten sobre esta revelación, Pogue descubre que su novia quedó en estado de coma por un hechizo. Enfurecido, desafía apresuradamente a Chase, quien rápidamente lo deja hospitalizado.
Caleb visita a Sarah solo para caer en la trampa de Chase. Chase revela que no estaba al tanto del origen de su magia, ya que había sido adoptado. Después de localizar a su padre biológico, se enteró del precio de la ascensión; pero ya era demasiado tarde y se volvió demasiado adicto al uso de la magia. Su padre biológico luego le transfirió el poder. Chase quiere obligar a otros brujos "ascendidos" a transferirle también poder, comenzando con Caleb. A pesar de la advertencia de Caleb de que tener más poder no lo salva del envejecimiento hasta la muerte, Chase lo ignora. Antes de irse, Chase amenaza con dañar a la familia y amigos de Caleb si no obtiene lo que quiere. Caleb le revela la verdad a Sarah y la lleva con su padre, un hombre de 44 años con un viejo y decrépito cuerpo, agotado por el abuso de magia.
En la noche del cumpleaños de Caleb, se va a enfrentar a Chase solo, y hace que Reid y Tyler protejan a Sarah en público. Sin embargo, Chase fácilmente secuestra a Sarah. En un antiguo granero, los dos se enfrentan. Chase revela a Sarah hechizada y le da a Caleb un ultimátum de su vida por los suyos. Caleb declara que no va a perder su poder o dejar que Sarah sufra algún daño. Se pelean y Caleb claramente está siendo superado. En el momento exacto de su nacimiento, él asciende, y su poder madura por completo, lo que le permite montar una ofensiva. Sin embargo, como Chase tiene más poderes, sigue demostrando ser superior y el cambio de marea temporal no dura mucho. De vuelta en casa, Evelyn, la madre de Caleb, le ruega a su esposo que salve a Caleb. Él se sacrifica y transfiere su poder remotamente a su hijo. Una vez que el poder de su padre se infunde dentro de él, Caleb golpea a Chase con un poder final que lo envuelve en una bola de fuego. Sarah, Kate y Pogue despiertan, liberados de sus maldiciones.
Los bomberos llegan a la escena. Caleb y Sarah esperan hasta que se complete la inspección de los restos del granero; se les informa que no se encontró a una tercera persona, lo que sugiere que Chase de alguna manera sobrevivió y escapó. La pareja entra al auto de Caleb, y casualmente usa magia para arreglar el parabrisas roto, lo que parece visiblemente inquietante para Sarah. Tranquilamente sostiene su mano, y se van.

## Reparto
- Steven Strait como Caleb Danvers.
- Laura Ramsey como Sarah Wenham.
- Sebastian Stan como Chase Collins.
- Taylor Kitsch como Pogue Parry.
- Chace Crawford como Tyler Simms.
- Toby Hemingway como Reid Garwin.
- Jessica Lucas como Kate Tunney.
- Kyle Schmid como Aaron Abbot.
- Sarah Smyth como Kira Snider.
- Wendy Crewson como Evelyn Danvers.
- Stephen McHattie como William Danvers III.
- Kenneth Welsh como Provost Higgins - Director de la Academia Spenser.

## Lanzamiento
A pesar de un error popular, The Covenant no se basa en un título de cómic ni en ningún otro libro. La confusión proviene del hecho de que Sony lanzó un cómic del mismo nombre, escrito por Aron Coleite, y creado con el propósito de promocionar la película. Ni los autores de la miniserie de cómics ni Comics Top Cow se mencionan en los créditos de la película, por lo que la miniserie de cómic no es considerado como material de origen por los productores de The Coventant. De hecho, la película se originó a partir de un guion de especificaciones, pasando por una serie de borradores y por diferentes escritores, antes de que J. S. Cardone finalmente presentara el borrador final. Cardone recibió el crédito como único guionista.

## Recepción

### Crítica
The Covenant recibió críticas extremadamente negativas por parte de los críticos, con una calificación de "podrida" del 3% en Rotten Tomatoes, y el consenso del sitio afirmando que "The Covenant es como una telenovela adolescente, llena de caras bonitas, actuación de madera, diálogo risible y poco suspenso". La película también ocupa un lugar en "Lo peor de lo peor" del sitio, en el puesto 31. La película recibió un puntaje de 19 sobre 100 en Metacritic, lo que indica "desagrado abrumador".

### Recaudación
Tras su lanzamiento en los Estados Unidos, la película logró encabezar las listas de taquilla, con una apertura de $8.9 millones en lo que se llamó un fin de semana "débil". Desde el 15 de octubre de 2006, The Covenant ha ganado $23.292.105 en los EE. UU. ($3.256.954 en todo el mundo). La película costó aproximadamente $20 millones para producirse, sin incluir el marketing.

## Formato casero
The Covenant se lanzó en DVD y Blu-ray el 2 de enero de 2007. Continuó vendiendo 1.618.891 unidades, lo que se tradujo en ingresos de $26.578.576.